# Blaster Master: Enemy Below
Blaster Master: Enemy Below, conocido en Japón como Metafight EX (メタファイトEX?)  es un videojuego de plataformas y Matamarcianos, fue lanzado para Game Boy Color en el año 2000 por Sunsoft. El juego fue relanzado para la Consola Virtual de 3DS en 2011.
- Datos: Q723623